# 島本町立第二中学校
島本町立第二中学校（しまもとちょうりつ だいにちゅうがっこう）は、大阪府三島郡島本町にある公立中学校。

## 沿革
島本町立中学校の生徒数が増加したため、島本町立中学校より分離する形で、島本町で2番目の公立中学校・島本町立第二中学校として1977年に開校した。なお従来の島本町立中学校は、第二中学校の開校により島本町立第一中学校へと名称変更を実施している。
- 1977年4月1日 - 島本町立第二中学校として開校。
- 1977年5月25日 - 開校記念式典を実施。
- 1977年11月20日 - 校歌制定。
- 1980年4月1日 - 養護学級設置。
- 1983年 - 校区を変更。
- 2020年 - 教室にプロジェクター設置

## 通学区域
- 島本町立第二小学校の通学区域全域。
- 島本町立第一小学校・島本町立第三小学校の通学区域の一部。

島本町 大字大沢、大字尺代、大字山崎、山崎1-5丁目、大字東大寺、東大寺1-4丁目、広瀬1丁目、青葉3丁目、百山、大字桜井、桜井台、桜井1丁目（1-3番）、桜井2-4丁目、桜井5丁目（1-15番）、大字広瀬の一部、若山台1-2丁目。

## 交通
- 東海道本線（JR京都線） 島本駅 北へ約1.8km。
- 東海道本線（JR京都線） 山崎駅 西へ約2km。
- 阪急京都線 水無瀬駅 北へ約2.5km。
- 阪急バス 若山台センターバス停 北東へ約400m。

## 出身者
- 山田紘平（島本町長）[1]